# Ampuis
Ampuis és un municipi francès situat al departament del Roine i a la regió d'Alvèrnia-Roine-Alps. L'any 2007 tenia 2.541 habitants.

## Demografia

### Població
El 2007 la població de fet d'Ampuis era de 2.541 persones. Hi havia 996 famílies de les quals 276 eren unipersonals (132 homes vivint sols i 144 dones vivint soles), 316 parelles sense fills, 368 parelles amb fills i 36 famílies monoparentals amb fills.
La població ha evolucionat segons el següent gràfic:
Habitants censats

### Habitatges
El 2007 hi havia 1.059 habitatges, 1.011 eren l'habitatge principal de la família, 12 eren segones residències i 36 estaven desocupats. 802 eren cases i 255 eren apartaments. Dels 1.011 habitatges principals, 662 estaven ocupats pels seus propietaris, 307 estaven llogats i ocupats pels llogaters i 42 estaven cedits a títol gratuït; 7 tenien una cambra, 54 en tenien dues, 178 en tenien tres, 259 en tenien quatre i 513 en tenien cinc o més. 751 habitatges disposaven pel capbaix d'una plaça de pàrquing. A 399 habitatges hi havia un automòbil i a 528 n'hi havia dos o més.

### Piràmide de població
La piràmide de població per edats i sexe el 2009 era:
| Homes | Edats   | Dones |
| ----- | ------- | ----- |
| 0     | 95 o +  | 12    |
| 0     | 90 a 94 | 32    |
| 12    | 85 a 89 | 28    |
| 12    | 80 a 84 | 36    |
| 68    | 75 a 79 | 36    |
| 60    | 70 a 74 | 52    |
| 32    | 65 a 69 | 36    |
| 36    | 60 a 64 | 20    |
| 60    | 55 a 59 | 64    |
| 72    | 50 a 54 | 68    |
| 96    | 45 a 49 | 48    |
| 84    | 40 a 44 | 80    |
| 56    | 35 a 39 | 88    |
| 124   | 30 a 34 | 80    |
| 84    | 25 a 29 | 80    |
| 56    | 20 a 24 | 44    |
| 84    | 15 a 19 | 52    |
| 76    | 10 a 14 | 56    |
| 68    | 5 a 9   | 60    |
| 68    | 0 a 4   | 60    |

## Economia
El 2007 la població en edat de treballar era de 1.694 persones, 1.272 eren actives i 422 eren inactives. De les 1.272 persones actives 1.207 estaven ocupades (659 homes i 548 dones) i 65 estaven aturades (23 homes i 42 dones). De les 422 persones inactives 160 estaven jubilades, 123 estaven estudiant i 139 estaven classificades com a «altres inactius».

### Ingressos
El 2009 a Ampuis hi havia 1.052 unitats fiscals que integraven 2.550 persones, la mediana anual d'ingressos fiscals per persona era de 20.906 €.

### Activitats econòmiques
Dels 127 establiments que hi havia el 2007, 5 eren d'empreses extractives, 2 d'empreses alimentàries, 1 d'una empresa de fabricació d'elements pel transport, 3 d'empreses de fabricació d'altres productes industrials, 20 d'empreses de construcció, 36 d'empreses de comerç i reparació d'automòbils, 3 d'empreses de transport, 13 d'empreses d'hostatgeria i restauració, 4 d'empreses d'informació i comunicació, 4 d'empreses financeres, 4 d'empreses immobiliàries, 15 d'empreses de serveis, 12 d'entitats de l'administració pública i 5 d'empreses classificades com a «altres activitats de serveis».
Dels 30 establiments de servei als particulars que hi havia el 2009, 1 era una gendarmeria, 1 oficina de correu, 2 oficines bancàries, 4 tallers de reparació d'automòbils i de material agrícola, 1 autoescola, 4 paletes, 2 guixaires pintors, 2 fusteries, 1 lampisteria, 4 electricistes, 2 perruqueries, 4 restaurants, 1 agència immobiliària i 1 tintoreria.
Dels 10 establiments comercials que hi havia el 2009, 1 era una botiga de menys de 120 m², 2 fleques, 1 una carnisseria, 1 una llibreria, 2 botigues de mobles, 1 un drogueria, 1 una perfumeria i 1 una floristeria.
L'any 2000 a Ampuis hi havia 91 explotacions agrícoles que ocupaven un total de 530 hectàrees.

## Equipaments sanitaris i escolars
L'únic equipament sanitari que hi havia el 2009 era una farmàcia.
El 2009 hi havia 1 escola maternal i 1 escola elemental.

## Poblacions més properes
El següent diagrama mostra les poblacions més properes.